# Koorunõmme looduskaitseala
Rezerwat przyrody Koorunõmme (est. Koorunõmme looduskaitseala) – rezerwat przyrody w gminie Mustjala, prowincji Saare, Estonia. Rezerwat oznaczony jest kodem KLO1000258.
Rezerwat został założony w 1965 roku. W jego obszarze znajduje się kilka jezior, między innymi Kooru järv, Liisagu järv, Ruusmetsa järv, Linajärv i Rahtla Kivijärv.